# Afonsoeiro
Afonsoeiro – miasto w Portugalii, w dystrykcie Setúbal, w gminie Montijo. W 2011 miejscowość była zamieszkiwana przez 7203 mieszkańców.